# Communauté de communes entre Arroux et Bourbince
La communauté de communes entre Arroux et Bourbince est une ancienne communauté de communes française, située dans le département de Saône-et-Loire et la région Bourgogne.

## Composition
Elle est composée des communes suivantes :
1. Dompierre-sous-Sanvignes
2. Génelard
3. Marly-sur-Arroux
4. Oudry
5. Palinges
6. Saint-Romain-sous-Versigny
7. Toulon-sur-Arroux

### Sources
- 2 liens externes